# Рижанівська сільська рада
Рижанівська сільська́ ра́да — адміністративно-територіальна одиниця та орган місцевого самоврядування у Звенигородському районі Черкаської області. Адміністративний центр — село Рижанівка.

## Загальні відомості
- Населення ради: 967 осіб (станом на 2001 рік)

## Населені пункти
Сільській раді підпорядковані населені пункти:
- с. Рижанівка

## Склад ради
Рада складається з 16 депутатів та голови.
- Голова ради: Гоменюк Олександр Васильович
- Секретар ради: Смоліна Надія Юріївна

### Керівний склад попередніх скликань
| Прізвище, ім'я, по батькові  | Основні відомості                                                                       | Дата обрання | Дата звільнення |
| ---------------------------- | --------------------------------------------------------------------------------------- | ------------ | --------------- |
| Гоменюк Олександр Васильович | Сільський голова, 1969 року народження, освіта середня спеціальна, безпартійний         | 26.03.2006   | 31.10.2010      |
| Гоменюк Олександр Васильович | Сільський голова, 1969 року народження, освіта середня спеціальна, член Партії регіонів | 31.10.2010   |                 |

Примітка: таблиця складена за даними сайту Верховної Ради України

### Депутати
За результатами місцевих виборів 2010 року депутатами ради стали:

#### За суб'єктами висування
| Суб'єкт висування | Кількість обраних депутатів | %   |
| ----------------- | --------------------------- | --- |
| Самовисування     | 16                          | 100 |

#### За округами
| № округу | Прізвище, ім'я, по батькові        | Дата визнання обраним | Освіта             | Партійна приналежність | Відомості про обраного депутата               |
| -------- | ---------------------------------- | --------------------- | ------------------ | ---------------------- | --------------------------------------------- |
| 1        | Гоменюк Любов Миколаївна           | 04.11.2010            | середня спеціальна | позапартійна           | Рижанівська сільська бібліотека, бібліотекар  |
| 2        | Костогриз Анатолій Васильович      | 04.11.2010            | середня            | позапартійний          | тимчасово не працює                           |
| 3        | Кулінський Володимир Миколайович   | 04.11.2010            | середня            | позапартійний          | НВФ «Урожай», механізатор                     |
| 4        | Таран Роман Петрович               | 04.11.2010            | середня спеціальна | позапартійний          | Рижанівська сільська лікарня, завгосп         |
| 5        | Шальківська Світлана Володимирівна | 04.11.2010            | середня спеціальна | позапартійна           | тимчасово не працює                           |
| 6        | Тупчієнко Валентина Миколаївна     | 04.11.2010            | середня спеціальна | позапартійна           | Рижанівська сільська лікарня, бухгалтер       |
| 7        | Пелешенко Верноніка Миколаївна     | 04.11.2010            | середня спеціальна | позапартійна           | Магазин, продавець                            |
| 8        | Козюра Олександр Вікторович        | 04.11.2010            | середня спеціальна | позапартійний          | приватний підприємець                         |
| 9        | Чиркіна Любов Федорівна            | 04.11.2010            | середня спеціальна | позапартійна           | Рижанівська сільська лікарня, медична сестра  |
| 10       | Мацюк Вадим Іванович               | 04.11.2010            | незакінчена вища   | позапартійний          | Рижанівський НВК, директор                    |
| 11       | Петріченко Людмила Василівна       | 04.11.2010            | середня спеціальна | позапартійна           | Рижанівська сільська рада, кур'єр             |
| 12       | Багрій Тетяна Степанівна           | 04.11.2010            | середня спеціальна | позапартійна           | Рижанівська веттеринарна лікарня, ветеринар   |
| 13       | Василевич Валентина Анатоліївна    | 04.11.2010            | середня спеціальна | позапартійна           | пенсіонер                                     |
| 14       | Виродов Володимир Андрійович       | 04.11.2010            | середня спеціальна | позапартійний          | НФ «Урожай», охоронник                        |
| 15       | Житков Василь Миколайович          | 04.11.2010            | середня спеціальна | позапартійний          | НФ «Урожай», агроном                          |
| 16       | Безсонна Тетяна Дмитрівна          | 14.07.2014            | вища               | позапартійна           | Рижанівська сільська рада, головний бухгалтер |